# 漫金超
『漫金超』（まんがゴールデンスーパーデラックス、また字面通り「まんきんちょう」とも呼ばれる）は、大阪府吹田市に事務所を置く編集プロダクション｢チャンネルゼロ｣が1980年より1981年にかけて刊行したニューウェーブ漫画雑誌。編集長は村上知彦。

## 概要
スポーツニッポン（「スポニチ」）大阪本社文化部所属の記者として、スポニチ（大阪版及び東京版）誌上で漫画評論などを担当し、エロ劇画やニューウェーブ漫画などマニアックな作品を取り上げる気鋭の漫画評論家として東京にも名を知られていた村上知彦は、1979年にスポニチを退職し、以前から同人として参画していた江坂（大阪府吹田市広芝町）の編集プロダクション「チャンネルゼロ工房」にて新雑誌の創刊に取り掛かった。「チャンネルゼロ工房」はもともと、いしいひさいちがローカルのアルバイト情報誌に連載していた漫画『バイトくん』をまとめて刊行（自費出版）するための母体として、いしいが関西大学漫画同好会時代の仲間とともに設立した、いわゆる「同人サークル」のようなものだったが、村上はスポニチの退職金で「株式会社チャンネルゼロ」として株式会社化する。村上を編集長として1980年4月に創刊され、チャンネルゼロから刊行された季刊漫画誌が『漫金超』である。
当時「ニューウェーブ」と呼ばれた漫画家を起用した、「ニューウェーブ漫画誌」の一つである。村上はスポニチ大阪本社所属の記者として在阪の漫画家に直接取材したコネがあり、ニューウェーブ漫画家の中でも特にひさうちみちお、川崎ゆきお、いしいひさいちなど関西の作家を多く取り上げていた。また、宮西計三や平口広美などエロ劇画の作家も多く取り上げていた。
創刊に当たって、『ぱふ』などのマニア誌の他、エロ劇画御三家の『漫画大快楽』『漫画エロジェニカ』などにも、いしいひさいちによる宣伝漫画『漫金超劇場』を連載。なお、『ぱふ』では『漫金超劇場』の終了後、『元気なき戦い』という内輪ネタ漫画が開始された。
村上はスポニチ退職後も関係は円満で、「漫画評論家」としてしばらく継続してスポニチの漫画評論コーナーを担当していた。『漫金超』創刊号は『スポニチ』大阪版（1980年5月9日付）でも好意的に取り上げられた。名目上の発行は4月10日となっているが、スポニチの記事によると、実際の発売日は5月15日とのことで、当初の予定よりも発売がかなり遅れたらしい。
在阪の情報誌である『プレイガイドジャーナル』（「ぷがじゃ」）誌の3代目編集長であった山口由美子は、チャンネルゼロから1974年より刊行された『バイトくん』を高く評価していた。この版の『バイトくん』は、いわゆる「同人誌」のようなもので、2021年にAmazon Kindleで電子出版されて手軽に読むことができるようになったが、1974年当時は電子出版どころかコミケもコミティアもまだ存在しないため、近場の書店などにサークルの人が本を直接持ち込んで交渉して置いてもらう「委託販売」が主で、非常に販路が限られており、発行部数も少なかった。そこで「プガジャ単行本第一弾」として、1977年より『バイトくん』をプガジャの販路で出版・販売したところ、ベストセラーとなった。その縁でチャンネルゼロは、「ぷがじゃ」と関係が深く、「ぷがじゃ」の4代目編集長だった森晴樹が『漫金超』にヘルプに来て編集にあたっていた。そのバーターとして、村上は「ぷがじゃ」にヘルプに行って編集を行っていた。しかし、両方とも手が回らなくなることがあり、その場合は「ぷがじゃ」の姉妹誌だった『名古屋プレイガイドジャーナル』の編集長だった小堀純が大阪まで呼ばれて編集を行っていた。このような形で、「ぷがじゃ」「チャンネルゼロ」界隈を中心とする在阪のニューウェーブの人脈が形成されていった。村上は1981年より、チャンネルゼロからの出向という形で「ぷがじゃ」の5代目編集長となった。
1981年発売の5号で廃刊。同年発売の6号に載るはずだった作品の一部は、元「ぷがじゃ」の村元武が経営するビレッジプレスから1986年7月に刊行された『電光画報』創刊号（発行・ビレッジプレス/発売・プレイガイドジャーナル、創刊号しか出なかった）に掲載された。
なお、1986年に「0号」のみ刊行された『まんきんちょJr』（いきなり社）は、『漫金超』と『写真時代』を参考にして制作されたというだけで、特に関係はない。編集長は元「ぷがじゃ」のガンジー石原で、石原に話を聞いたばるぼらによると、一応チャンネルゼロにタイトル使用の許可はとったが、今後はやめてとクギを刺されたとのこと。同誌は川崎ゆきおなど「ぷがじゃ」の人脈を引き継いでおり、石原は後に同じく「ぷがじゃ」の人脈を集めたサブカル系漫画雑誌『コミック・ジャングル』も製作した（1988年に創刊号、1990年に2号が出ている）。